# USS Kearsarge (CV-33)

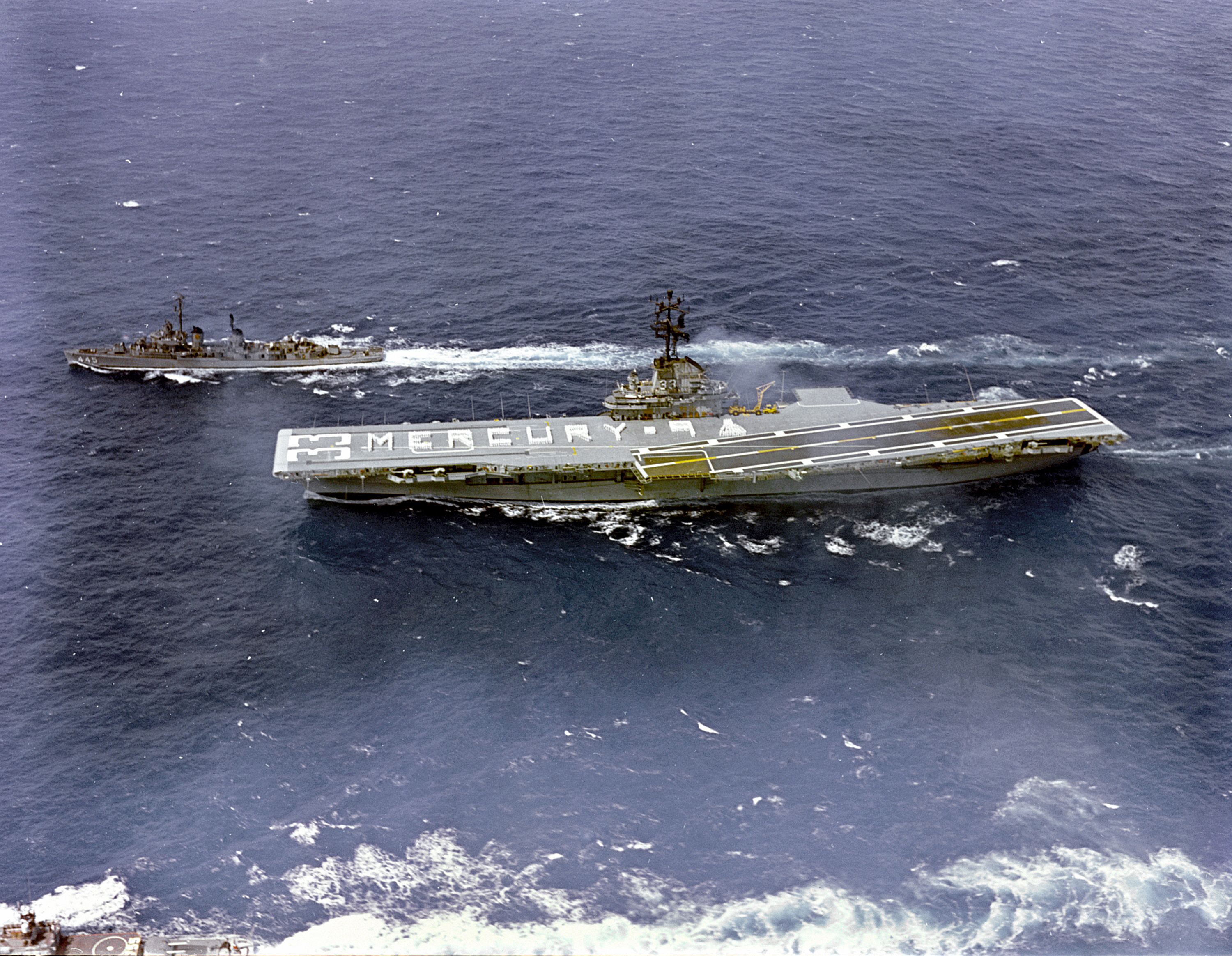
USS Kearsarge under återhämtningen av Mercury 9, 1963.

USS Kearsarge (CV/CVA/CVS-33) var ett av 24 hangarfartyg av Essex-klass som byggdes för amerikanska flottan under andra världskriget. Fartyget var det tredje i amerikanska flottan med det namnet, döpt efter en ångslup från inbördeskriget. Kearsarge togs i tjänst i mars 1946. Hon modifierades i början av 1950-talet till ett attackhangarfartyg (CVA) och deltog i Koreakriget varefter hon mottog två battle stars. I slutet av 1950-talet modifierades hon igen och blev ett ubåtjakthangarfartyg (CVS). Kearsarge fungerade som återhämtningsfartyg för de två sista bemannade rymduppdragen i Mercuryprogrammet 1962-1963. Hon avslutade sin karriär med att tjänstgöra i Vietnamkriget varefter hon mottog fem battle stars.
Hon utrangerades 1970 och såldes för skrotning 1974.